# Nabil Emad
Nabil Emad, meglio noto come Dunga (in arabo نبيل عماد‎?; 6 aprile 1996), è un calciatore egiziano, centrocampista dello Zamalek e della nazionale egiziana.

## Caratteristiche tecniche
Vertice basso di centrocampo, efficace nel recuperare la sfera dagli avversari.

## Carriera

### Club
Muove i suoi primi passi nel Beni Ebeid nella terza divisione egiziana. Il 14 maggio 2016 passa all'Al-Assiouty (rinominato Pyramids nel 2018) in cambio di 40.000 EGP, che lo tessera per cinque stagioni. Esordisce in prima squadra il 22 dicembre 2016 contro il Petrojet in Coppa d'Egitto.

### Nazionale
Esordisce in nazionale il 23 marzo 2019 contro il Niger in un incontro valido per le qualificazioni alla Coppa d'Africa 2019. L'11 giugno 2019 viene incluso dal CT Javier Aguirre nella lista dei 23 convocati per la Coppa d'Africa 2019, disputata in Egitto. Il cammino della squadra si interrompe agli ottavi di finale contro il Sudafrica.

## Statistiche

### Presenze e reti nei club
Statistiche aggiornate al 15 dicembre 2024.
| Stagione          | Squadra           | Campionato        | Campionato | Campionato | Coppe nazionali | Coppe nazionali | Coppe nazionali | Coppe continentali | Coppe continentali | Coppe continentali | Altre coppe | Altre coppe | Altre coppe | Totale | Totale |
| Stagione          | Squadra           | Comp              | Pres       | Reti       | Comp            | Pres            | Reti            | Comp               | Pres               | Reti               | Comp        | Pres        | Reti        | Pres   | Reti   |
| ----------------- | ----------------- | ----------------- | ---------- | ---------- | --------------- | --------------- | --------------- | ------------------ | ------------------ | ------------------ | ----------- | ----------- | ----------- | ------ | ------ |
| 2016-2017         | Alassiouty        | PL                | 0          | 0          | CE              | 1               | 0               | -                  | -                  | -                  | -           | -           | -           | 1      | 0      |
| 2017-2018         | Alassiouty        | PL                | 16         | 0          | CE              | 3               | 0               | -                  | -                  | -                  | -           | -           | -           | 19     | 0      |
| Totale Alassiouty | Totale Alassiouty | Totale Alassiouty | 16         | 0          |                 | 4               | 0               |                    | -                  | -                  |             | -           | -           | 20     | 0      |
| 2018-2019         | Pyramids          | PL                | 29         | 2          | CE              | 5               | 0               | -                  | -                  | -                  | -           | -           | -           | 34     | 2      |
| 2019-2020         | Pyramids          | PL                | 28         | 2          | CE              | 2               | 0               | CC                 | 13                 | 1                  | -           | -           | -           | 43     | 3      |
| 2020-2021         | Pyramids          | PL                | 29         | 0          | CE              | 2               | 0               | CC                 | 11                 | 0                  | -           | -           | -           | 42     | 0      |
| 2021-2022         | Pyramids          | PL                | 23         | 0          | CE              | 0               | 0               | CC                 | 11                 | 0                  | -           | -           | -           | 34     | 0      |
| Totale Pyramids   | Totale Pyramids   | Totale Pyramids   | 109        | 4          |                 | 9               | 0               |                    | 35                 | 1                  |             | -           | -           | 153    | 5      |
| 2022-2023         | Zamalek           | PL                | 24         | 0          | CE              | 5               | 1               | CCL                | 5                  | 0                  | -           | -           | -           | 34     | 1      |
| 2023-2024         | Zamalek           | PL                | 25         | 2          | CE              | 1               | 0               | ACC+CC             | 3+13               | 0                  | -           | -           | -           | 42     | 2      |
| 2024-2025         | Zamalek           | PL                | 3          | 0          | CE              | 0               | 0               | CC                 | 5                  | 1                  | SE+SA       | 1+0         | 0           | 9      | 1      |
| Totale Zamalek    | Totale Zamalek    | Totale Zamalek    | 52         | 2          |                 | 6               | 1               |                    | 26                 | 1                  |             | 1           | 0           | 85     | 4      |
| Totale carriera   | Totale carriera   | Totale carriera   | 177        | 6          |                 | 19              | 1               |                    | 61                 | 2                  |             | 1           | 0           | 258    | 9      |

### Cronologia presenze e reti in nazionale
| Cronologia completa delle presenze e delle reti in nazionale ― Egitto | Cronologia completa delle presenze e delle reti in nazionale ― Egitto | Cronologia completa delle presenze e delle reti in nazionale ― Egitto | Cronologia completa delle presenze e delle reti in nazionale ― Egitto | Cronologia completa delle presenze e delle reti in nazionale ― Egitto | Cronologia completa delle presenze e delle reti in nazionale ― Egitto | Cronologia completa delle presenze e delle reti in nazionale ― Egitto | Cronologia completa delle presenze e delle reti in nazionale ― Egitto |
| Data                                                                  | Città                                                                 | In casa                                                               | Risultato                                                             | Ospiti                                                                | Competizione                                                          | Reti                                                                  | Note                                                                  |
| --------------------------------------------------------------------- | --------------------------------------------------------------------- | --------------------------------------------------------------------- | --------------------------------------------------------------------- | --------------------------------------------------------------------- | --------------------------------------------------------------------- | --------------------------------------------------------------------- | --------------------------------------------------------------------- |
| 23-3-2019                                                             | Niamey                                                                | Niger                                                                 | 1 – 1                                                                 | Egitto                                                                | Qual. Coppa d'Africa 2019                                             | -                                                                     |                                                                       |
| 26-3-2019                                                             | Abuja                                                                 | Nigeria                                                               | 1 – 0                                                                 | Egitto                                                                | Amichevole                                                            | -                                                                     | 90+2’                                                                 |
| 13-6-2019                                                             | Alessandria d'Egitto                                                  | Egitto                                                                | 1 – 0                                                                 | Tanzania                                                              | Amichevole                                                            | -                                                                     |                                                                       |
| 16-6-2019                                                             | Alessandria d'Egitto                                                  | Egitto                                                                | 3 – 1                                                                 | Guinea                                                                | Amichevole                                                            | -                                                                     | 46’                                                                   |
| 21-6-2019                                                             | Il Cairo                                                              | Egitto                                                                | 1 – 0                                                                 | Zimbabwe                                                              | Coppa d'Africa 2019 - 1º turno                                        | -                                                                     | 81’                                                                   |
| 30-6-2019                                                             | Il Cairo                                                              | Uganda                                                                | 0 – 2                                                                 | Egitto                                                                | Coppa d'Africa 2019 - 1º turno                                        | -                                                                     |                                                                       |
| 25-3-2022                                                             | Il Cairo                                                              | Egitto                                                                | 1 – 0                                                                 | Senegal                                                               | Qual. Mondiali 2022                                                   | -                                                                     | 90+2’                                                                 |
| 29-3-2022                                                             | Dakar                                                                 | Senegal                                                               | 1 – 0 dts (3 – 1 dtr)                                                 | Egitto                                                                | Qual. Mondiali 2022                                                   | -                                                                     | 70’                                                                   |
| 15-11-2024                                                            | Praia                                                                 | Capo Verde                                                            | 1 – 1                                                                 | Egitto                                                                | Qual. Coppa d'Africa 2025                                             | -                                                                     | 6’                                                                    |
| Totale                                                                |                                                                       | Presenze                                                              | 9                                                                     |                                                                       | Reti                                                                  | 0                                                                     |                                                                       |

## Palmarès

### Club

#### Competizioni internazionali
- Coppa della Confederazione CAF: 1

Zamalek: 2023-2024
- Supercoppa CAF: 1

Zamalek: 2024